# Заједнички стан
Заједнички стан је југословенски филм снимљен 1960. године. Режирао га је Маријан Вајда а сценарио је написао Драгутин Добричанин.

## Радња
Група врло различитих људи усељава у недовршену зграду.
Још док кров није покрио зграду, у стан су се уселили: један студент, један млади човек неоткривеног талента, породица коју сачињавају деда, мајка, отац и згодна ћерка, и једна тетка са љупком нећаком и козом. Хладни рат у заједничком стану прераста у сукоб који се завршава општим међусобним венчањима.

## Улоге
| Глумац                  | Улога                |
| ----------------------- | -------------------- |
| Милутин Татић           | Миша                 |
| Миодраг Петровић Чкаља  | Пепи                 |
| Драгутин Добричанин     | Деда Бога            |
| Бранка Веселиновић      | Госпа Ната           |
| Вука Костић             | Тетка Пола           |
| Бранка Митић            | Лула                 |
| Милена Дравић           | Љубица               |
| Владимир Медар          | Драгиша              |
| Иван Јонаш              | Трубач са троје деце |
| Михајло Бата Паскаљевић | Носач                |
| Слободан Стојановић     | Зидар 1              |
| Јусуф Мусабеговић       | Зидар 2              |

Комплетна филмска екипа  ▼
| Редитељ                   | Маријан Вајда       |                                        |
| Сценариста                | Драгутин Добричанин |                                        |
| Композитор                | Дарко Краљић        |                                        |
| Директор фотографије      | Милорад Марковић    |                                        |
| Монтажер                  | Милица Поличевић    | (као Милица Поличевић—Јевтић)          |
| Сценограф                 | Миомир Денић        |                                        |
| Уметнички директор        | Вељко Деспотовић    |                                        |
| Костимограф               | Мира Глишић         |                                        |
| Одсек за шминку           | Зорица Рандић       | шминкерка (као Зорица Костелник)       |
| Менаџер продукције        | Здравко Баљковић    | помоћник директора филма               |
| Менаџер продукције        | Светислав Јовановић | директор филма                         |
| Менаџер продукције        | Александар Ракић    | вођа снимања                           |
| Помоћник режије           | Драгутин Костић     | помоћник редитеља                      |
| Помоћник режије           | Жарко Павловић      | помоћник редитеља                      |
| Одсек за звук             | Божидар Вукадиновић | тонски сарадник (као Божа Вукадиновић) |
| Одсек за камеру и расвету | Јосип Керекеш       | вођа расвете                           |
| Одсек за камеру и расвету | Божидар Милетић     | пратилац камере (као Божа Милетић)     |
| Одсек за камеру и расвету | Ђорђе Николић       | сниматељ                               |
| Одсек за камеру и расвету | Витомир Величковић  | пратилац камере                        |
| Одсек за камеру и расвету | Душан Вукелић       | фотограф                               |
| Одсек за костим           | Борка Субарановић   | гардеробер                             |
| Одсек за монтажу          | Марија Миливојевић  | асистент монтажера                     |
| Одсек за монтажу          | Љубица Нешић        | асистент монтажера                     |
| Музички одсек             | Јован Јовичић       | композитор:соло гитара                 |
| Музички одсек             | Љиљана Поповић      | (музички сарадник)                     |
| Остала екипа              | Катица Бањанин      | секретар режије                        |